# Botia pulchripinnis
Botia pulchripinnis är en fiskart som beskrevs av Paysan, 1970. Botia pulchripinnis ingår i släktet Botia och familjen nissögefiskar. Inga underarter finns listade.